# Gnadenfrei
Gnadenfrei (польська назва: Piława Górna) — кам'янистий метеорит, що належить до олівін-бронзитових хондритів H5, впав 17 травня 1879 року в місті Ober Peilau в Нижній Сілезії (нині Пілава-Гурна в Польщі).
Назва метеорита походить від назви міста в момент його падіння. За словами очевидців, падіння сталося близько 16:00. Перед падінням було чути гучний свист. Метеорит проник у землю на глибину 30 см. Метеоритний матеріал був отриманий з місця падіння у вигляді двох фрагментів вагою приблизно 1 кг і 0,75 кг. Зараз метеорит знаходиться в колекції Мінералогічного музею у Вроцлаві.